# Каролин (станция метро)
Каролин (пол. Karolin) — планируемая конечная станция второй линии метро в Варшаве в районе Бемово.

## Описание
Планируется, что она будет располагаться на пересечении улиц Сохачевской и Полчинской.

## История
Контракт на строительство станции был подписан в 2018 году.
11 декабря 2020 года подрядчик (итальяно-турецкая строительная компания Gülermak) обратился к Мазовецкому воеводе за разрешением на строительство станции. Начало строительства планировалось на 2021 год. Планируемая дата окончания строительства была перенесена с ноября 2022 на май 2024 года.
В начале января 2021 года были представлены визуализации планируемой территории станции. Проект предусматривал автобусную остановку с возможностью пересадки на междугородные, пригородные и городские автобусы, а также автостоянку Park&Ride.

## Строительство
Разрешение на строительство станции Каролин было выдано 24 июня 2022 года. По состоянию на 12 июля 2022 года работы по строительству пока так и не были начаты.
Последний разрешительный документ на строительство был выписан Мазовецким воеводой только в октябре 2022 года. За четыре года задержки начала строительства смета строительства устарела, об успешном завершении переговоров об увеличении стоимости финансирования на 1,6 миллиарда злотых было объявлено в начале декабря 2022 года. 18 декабря 2022 года была опубликована информация о начале подготовительных работ по строительству западного участка второй линии метро до станции Каролин. Предполагается, что строительство будет завершено не ранее начала 2026 года.